# Ruža Ignatova
Ruža Plamenova Ignatova (in bulgaro Ружа Пламенова Игнатова?; Ruse, 30 maggio 1980) è una truffatrice bulgara.
Il suo nome viene traslitterato anche come Ruja. Responsabile di una frode finanziaria da circa 4 miliardi di euro legata alla falsa criptovaluta OneCoin, è latitante dal 2017, ricercata a livello internazionale per vari capi d'accusa, e dal 2022 è stata inclusa nella lista dei 10 principali fuggitivi stilata dall’FBI.

## Biografia
Ignatova nacque in Bulgaria da una famiglia romaní, che emigrò in Germania quando lei aveva 10 anni (possiede perciò anche la cittadinanza tedesca). Crebbe quindi a Schramberg, nel Baden-Württemberg. Nel 2005 ottenne un dottorato in diritto internazionale all'Università di Costanza con una tesi dal titolo Art. 5 Nr. 1 EuGVO – Chancen und Perspektiven der Reform des Gerichtsstands am Erfüllungsort ("Art. 5 Bruxelles I - Opportunità e prospettive di riforma del foro del luogo di esecuzione dell'obbligazione"), incentrata sull'articolo 5 del Regolamento Bruxelles I, che in materia di foro competente per i contratti nel diritto europeo stabilisce che, in caso di controversia, il tribunale competente sia quello del "luogo di esecuzione dell'obbligazione", con una riflessione sull'interpretazione di tale disposizione per i contratti e sulle sue implicazioni pratiche nel diritto europeo. In seguito lavorò per qualche tempo per McKinsey & Company.
È stata sposata con l'avvocato tedesco Björn Strehl, da cui nel 2016 ha avuto una figlia.

### Attività criminale

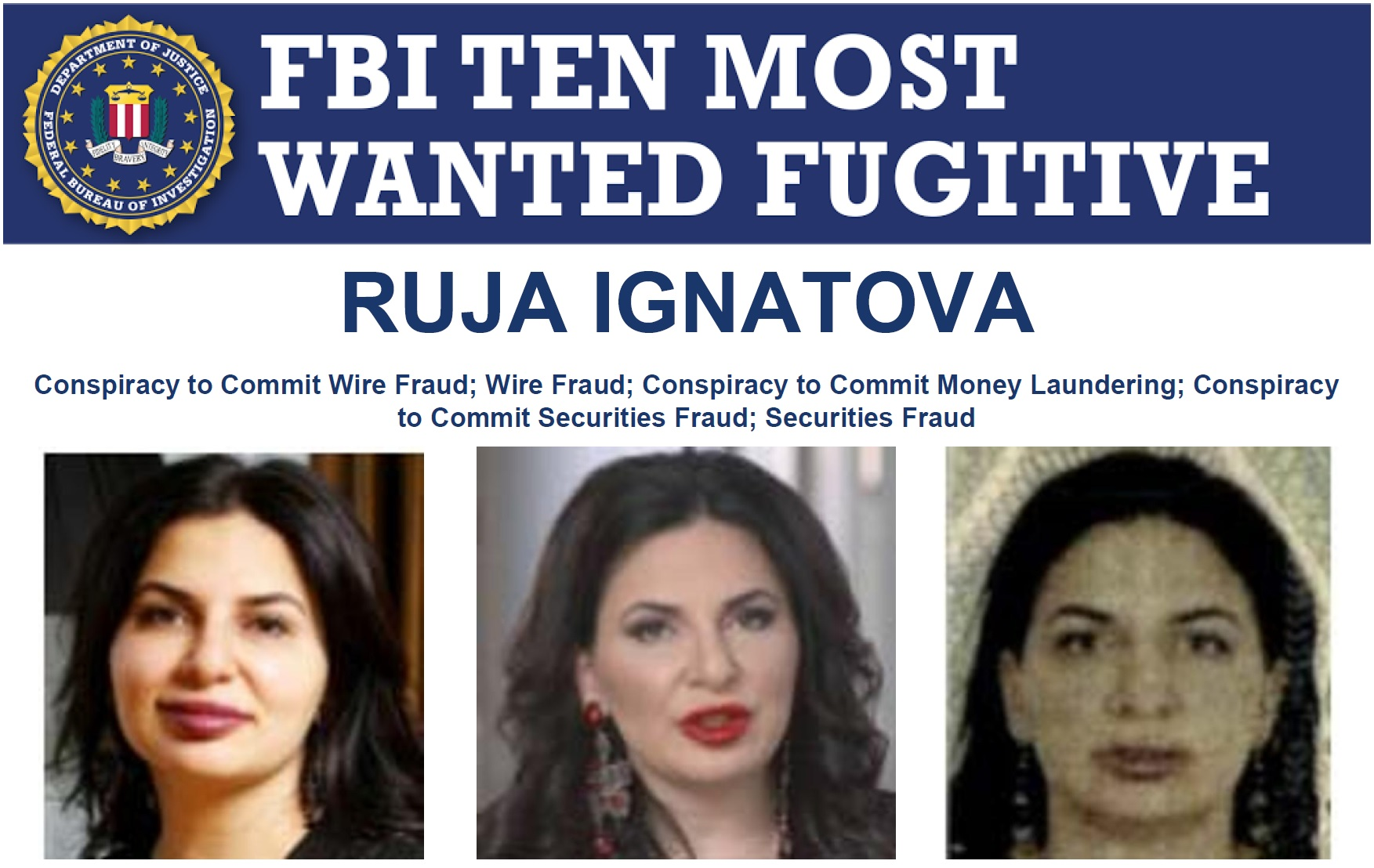
Foto segnaletiche diffuse dall’FBI

Nel 2010 Ignatova rilevò insieme al padre Plamen Ignatov una piccola fonderia di alluminio in bancarotta a Waltenhofen, dichiarando di volerla risanare. Due anni dopo la rivendettero a un nuovo soggetto, che dichiarò definitivamente fallimento, lasciando 160 persone senza lavoro. Le autorità accertarono che gli Ignatov, anziché tentare di rilanciare l'azienda, l'avevano depredata delle sue apparecchiature nel tentativo di venderle sottobanco: alcune di esse vennero intercettate mentre erano già in viaggio verso la Bulgaria. Nell'ottobre 2016, in relazione a questo caso, la corte distrettuale di Augusta condannò padre e figlia a 14 mesi di reclusione con sospensione condizionale della pena.
Un anno dopo la suddetta vicenda, nel 2013, Ignatova si lanciò nel multi-level marketing proponendo “azioni” della propria società Prosper ltd. sulla piattaforma BigCoin (fondata da un misconosciuto faccendiere di Hong Kong noto come John Ng), che si presentava come ”the next BitCoin”, ovvero come una nuova criptovaluta utilizzabile per vantaggiose compravendite di asset di aziende non quotate sui listini; in realtà il tutto si fondava su un banale meccanismo di marketing piramidale e il token BigCoin non aveva nessun valore al di fuori del sistema. La piattaforma peraltro finì in bancarotta nel giro di un anno.
Insieme ad alcuni soci, Ignatova decise allora di "mettersi in proprio" per cavalcare ulteriormente, e con maggiore spregiudicatezza, l’eco mediatica legata al dirompente successo internazionale del Bitcoin. Sempre nel 2014 fu quindi annunciato il lancio di OneCoin, presentata come una nuova criptovaluta che si sarebbe avvalsa di un sistema di blockchain analogo a quello del Bitcoin, distinguendosi tuttavia per una maggiore "democrazia" del meccanismo di mining, ad esempio privilegiando l’apporto di finanziatori dai cosiddetti "mercati emergenti".

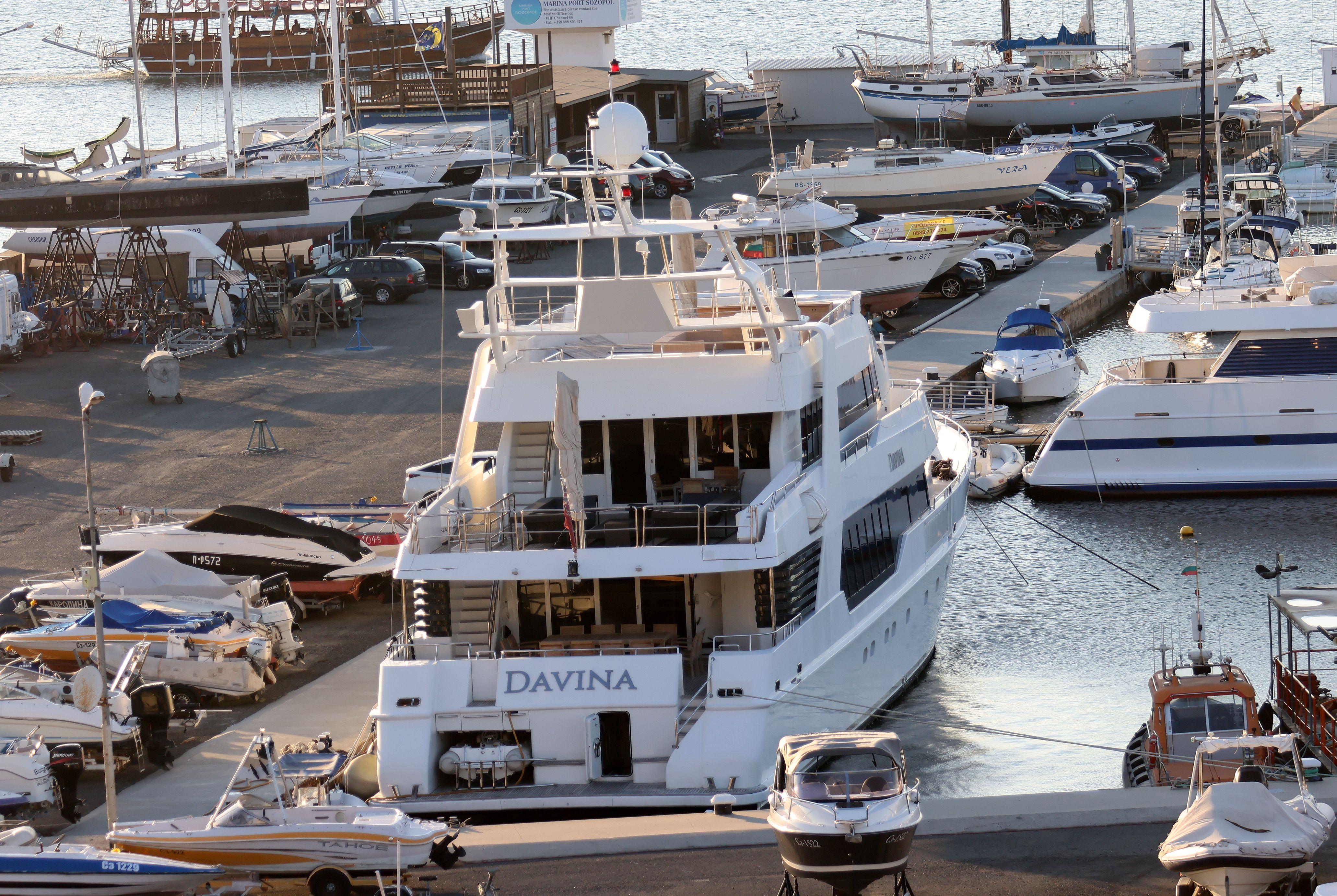
Il Davina, yacht privato di Ruja Ignatova, fotografato nel porto di Sozopol

Facendo leva sulla propria immagine di giovane imprenditrice laureata (voleva sempre che il prefisso dr. fosse anteposto al suo nome) e "fattasi da sé", nei tre anni seguenti Ignatova seppe costruirsi una certa credibilità internazionale: tenne infatti centinaia di conferenze in vari Paesi per presentare OneCoin e, in seconda istanza, enormi raduni di investitori, in occasione di uno dei quali (l’11 giugno 2016 alla Wembley Arena di Londra) si spinse a pronosticare l'imminente fine di Bitcoin a cospetto di OneCoin. Centinaia di migliaia di persone in tutto il mondo credettero nell'azienda (convinti da una capillare rete di promotori) e investirono cifre anche ragguardevoli. Per consolidare la propria immagine Ignatova ostentò uno stile di vita piuttosto opulento, mostrandosi in pubblico solo con abiti costosi, realizzando investimenti immobiliari milionari e comprando finanche uno yacht da 44 m, il Davina, sul quale tra l'altro invitò le popstar Bebe Rexha e Tom Jones per esibizioni private.

### Scoperta della truffa e latitanza
In realtà la criptovaluta era del tutto inventata e il business si reggeva su un mero schema Ponzi, nel quale i nuovi investitori ripagavano i vecchi: il token era spendibile soltanto sui siti associati a OneCoin e risultava del tutto privo di valore al di fuori del “sistema”.
I dubbi sorsero allorché, a ottobre 2016, il programmatore norvegese Bjorn Bjercke denunciò di aver ricevuto una ricca proposta di lavoro da OneCoin per la costruzione di un sistema di blockchain, circostanza che gli era apparsa strana e sospetta, in riferimento a una moneta virtuale ufficialmente creata nel 2014 e che dunque avrebbe già dovuto disporre di tale ausilio. Parallelamente l'esperto statunitense di criptovalute Timothy Curry iniziò a studiare le attività di OneCoin e, una volta convintosi che si trattava di una truffa, contattò decine di investitori per avvertirli e spingerli a fare pressione sulla compagnia affinché dichiarasse le reali dinamiche del proprio business. Alcuni di essi accettarono e chiesero ai loro referenti di OneCoin di rivelare che tipo di blockchain adottassero e su quale infrastruttura operasse: dopo molte reticenze, un dipendente di OneCoin rispose «a SQL server with a database» (un database basato su SQL), ovvero del tutto inadeguato a supportare la presunta tecnologia alla base della criptovaluta: un database SQL è infatti controllabile a piacimento e chiunque abbia accesso al server può modificare, cancellare o manipolare i dati senza bisogno di accordo tra più partecipanti; per una criptovaluta legittima sarebbe invece occorsa una "vera" blockchain decentralizzata, con le informazioni distribuite tra molti nodi della rete, unitamente ad algoritmi di consenso per validare le transazioni, così che nessuna entità singola potesse praticare alterazioni unilaterali. Di fatto, in assenza della blockchain, il valore della "moneta" OneCoin era del tutto fittizio e stabilito "a tavolino" da Ignatova e dai suoi collaboratori.
A stretto giro le autorità statunitensi iniziarono a raccogliere le prove per incastrare Ignatova e assoldarono persone a lei prossime come informatori. Lei se ne accorse e il 25 ottobre 2017 prese un volo Ryanair da Sofia ad Atene: giunta nella capitale greca, fece perdere le proprie tracce; la scomparsa divenne di dominio pubblico allorché Ignatova non si presentò a un raduno di investitori OneCoin programmato a Lisbona. Di lì a poco il "sistema" collassò: il fratello Konstantin Ignatov (che nel 2019 si dichiarò colpevole di riciclaggio) e il cofondatore di OneCoin Sebastian Greenwood furono arrestati e la truffa poté essere quantificata a 3,8 miliardi di euro, dei quali 480 milioni erano sicuramente finiti nel patrimonio privato della fondatrice, che fu susseguentemente incriminata in absentia negli Stati Uniti per capi d'accusa quali frode telematica, frode azionaria, riciclaggio di denaro e associazione a delinquere. I truffati erano sparsi in tutto il mondo e tra di essi vi erano pure ambienti legati alla criminalità organizzata.
Nel 2022 la procura di Darmstadt diede conto di aver aperto un'indagine per possibile riciclaggio di denaro a carico di un avvocato di Neu-Isenburg, che nel 2016 avrebbe ricevuto sul suo conto corrente privato un versamento di 7,69 milioni di euro da Ignatova; nel mese di gennaio la polizia eseguì varie perquisizioni in appartamenti e uffici a Weilburg, Baden-Baden, Francoforte sul Meno, Bad Homburg, Neu-Isenburg e Vaihingen an der Enz.
A stretto giro la polizia del Nordreno-Westfalia e il BKA resero noto di aver spiccato un mandato di cattura a carico di Ignatova, con 5000 euro di ricompensa offerti per il reperimento di informazioni utili a rintracciare la fuggitiva. L'Interpol fece altrettanto emettendo una Red Notice (che, su richiesta di uno Stato membro o di un tribunale internazionale, chiede alle forze dell'ordine consociate - se la legge locale lo consente - di individuare e arrestare provvisoriamente una persona in attesa di mandato di estradizione o analogo provvedimento). Anche l'Europol per qualche tempo aggiunse Ignatova alla lista dei suoi principali ricercati.
Il 30 giugno 2022 l'FBI ha inserito Ruja Ignatova nella lista Ten Most Wanted Fugitives, offrendo una taglia iniziale di 100 000 dollari, poi incrementata più volte. Le autorità hanno teorizzato che, da latitante, possa essersi procurata dei documenti fasulli, che si sia sottoposta a interventi di chirurgia plastica per rendersi irriconoscibile, che si sposti con mezzi privati e nondimeno che si avvalga di una qualche scorta armata.
Nel 2023 il giornale online bulgaro Bird ha affermato che Ignatova sarebbe stata in realtà uccisa nel novembre 2018 per ordine del narcotrafficante Hristoforos Amanatidis (latitante a Dubai e annoverato tra le presunte vittime della truffa OneCoin), che avrebbe assoldato allo scopo il criminale Hristo Hristov, poi arrestato nei Paesi Bassi per traffico di sostanze stupefacenti. Secondo l'articolo, Ignatova sarebbe stata assassinata su una barca nel Mar Ionio; il suo corpo sarebbe stato fatto a pezzi e gettato in acqua. L'FBI, per bocca dell'agente speciale Paul Roberts, ha tuttavia replicato affermando che le indagini sulla faccendiera proseguono partendo dal presupposto che costei sia ancora viva, e che non esista nessuna informazione che contrasti tale convinzione.

## Nella cultura di massa
Nel 2019 la BBC ha dedicato alla vicenda OneChain e alla sua fondatrice un ciclo di podcast denominato The Missing Cryptoqueen. L'autore, Jamie Bartlett, ha poi pubblicato un libro col medesimo titolo sull'argomento.